# Elektrownia Wodna Dobrzeń
Mała Elektrownia Wodna Dobrzeń – elektrownia wodna przepływowa o mocy 1,6 MW uruchomiona w 2008 w kaskadzie górnej Odry w ramach GK PGE Energia Odnawialna. Zlokalizowane jest w Dobrzeniu Wielkim. Elektrownia zlokalizowana jest przy istniejącym już jazie. Elektrownia jest całkowicie bezobsługowa. Budowa obiektu została dofinansowana ze środków Narodowego Funduszu Ochrony Środowiska i Gospodarki Wodnej.